# Козлов, Николай Николаевич (ватерполист)
Никола́й Никола́евич Козло́в (род. 21 июля 1972, Щербинка) — российский ватерполист, заслуженный мастер спорта России, защитник.
Член сборной России с 1991 года.
Бронзовый призёр Олимпийских Игр в Барселоне – 1992 и Афинах – 2004, серебряный призёр Олимпиады в Сиднее – 2000, победитель Мировой Лиги и Кубка Мира – 2002, бронзовый призёр Чемпионата Мира – 1994, 2001, бронзовый призёр Чемпионата Европы – 1997, победитель Игр Доброй Воли – 1998, бронзовый призёр Кубка мира – 1995, четырехкратный Чемпион России – 1997, 1999, 2003, 2004, семикратный обладатель Кубка России – 1998, 2000, 2001, 2002, 2003, 2004, 2007, семикратный серебряный призёр Чемпионата России – 1995, 1996, 1998, 2000, 2001, 2002, 2005.
Награждён орденом Дружбы (2001) и медалью ордена «За заслуги перед Отечеством» II степени (2005).
В 2009 году завершил карьеру спортсмена и стал тренером в клубе Спартак Волгоград. За время работы в качестве тренера команда завоевывает Кубок страны и становится Чемпионом России.